# Table des caractères Unicode/U1BC0
Cette page contient des caractères spéciaux ou non latins. S’ils s’affichent mal (▯, ?, etc.), consultez la page d’aide Unicode.
Table des caractères Unicode U+1BC0 à U+1BFF.

## Batak(Unicode 6.0)
Utilisés pour l’écriture brahmique avec l’abugida batak.

## Table des caractères
| en fr  | 0 | 1 | 2 | 3 | 4 | 5 | 6 | 7 | 8 | 9 | A | B | C | D | E | F |
| ------ | - | - | - | - | - | - | - | - | - | - | - | - | - | - | - | - |
| U+1BC0 | ᯀ | ᯁ | ᯂ | ᯃ | ᯄ | ᯅ | ᯆ | ᯇ | ᯈ | ᯉ | ᯊ | ᯋ | ᯌ | ᯍ | ᯎ | ᯏ |
| U+1BD0 | ᯐ | ᯑ | ᯒ | ᯓ | ᯔ | ᯕ | ᯖ | ᯗ | ᯘ | ᯙ | ᯚ | ᯛ | ᯜ | ᯝ | ᯞ | ᯟ |
| U+1BE0 | ᯠ | ᯡ | ᯢ | ᯣ | ᯤ | ᯥ | ᯅ᯦ | ᯅᯧ | ᯅᯨ | ᯅᯩ | ᯅᯪ | ᯅᯫ | ᯅᯬ | ᯅᯭ | ᯅᯮ | ᯅᯯ |
| U+1BF0 | ᯅᯰ | ᯅᯱ | ᯅ᯲ | ᯅ᯳ |   |   |   |   |   |   |   |   | ᯼ | ᯽ | ᯾ | ᯿ |